# مارهای براق ارغوانی
مارهای براق ارغوانی (نام علمی: Amblyodipsas) نام یک سرده از تیره خانگی‌ماران است.